# TaleWorlds Entertainment
Тејлворлдс (енгл. TaleWorlds Entertainment, тур. İkisoft Yazılım) је независна компанија за дизајнирање рачунарских игрица са седиштем у Анкари. Компанија је основана 2005. и званични је бренд компаније "İkisoft Software Company".. Њихов студио се налази на Блискоисточном техничком универзитету (METU).

## Пројекти
Рачунарске игрице Тејлвордса:
- Mount and Blade (септембар 2008)
- Mount and Blade: Warband (30. март 2010)
- Mount and Blade: With Fire and Sword (3. мај 2011)